# Kaiten-zushi

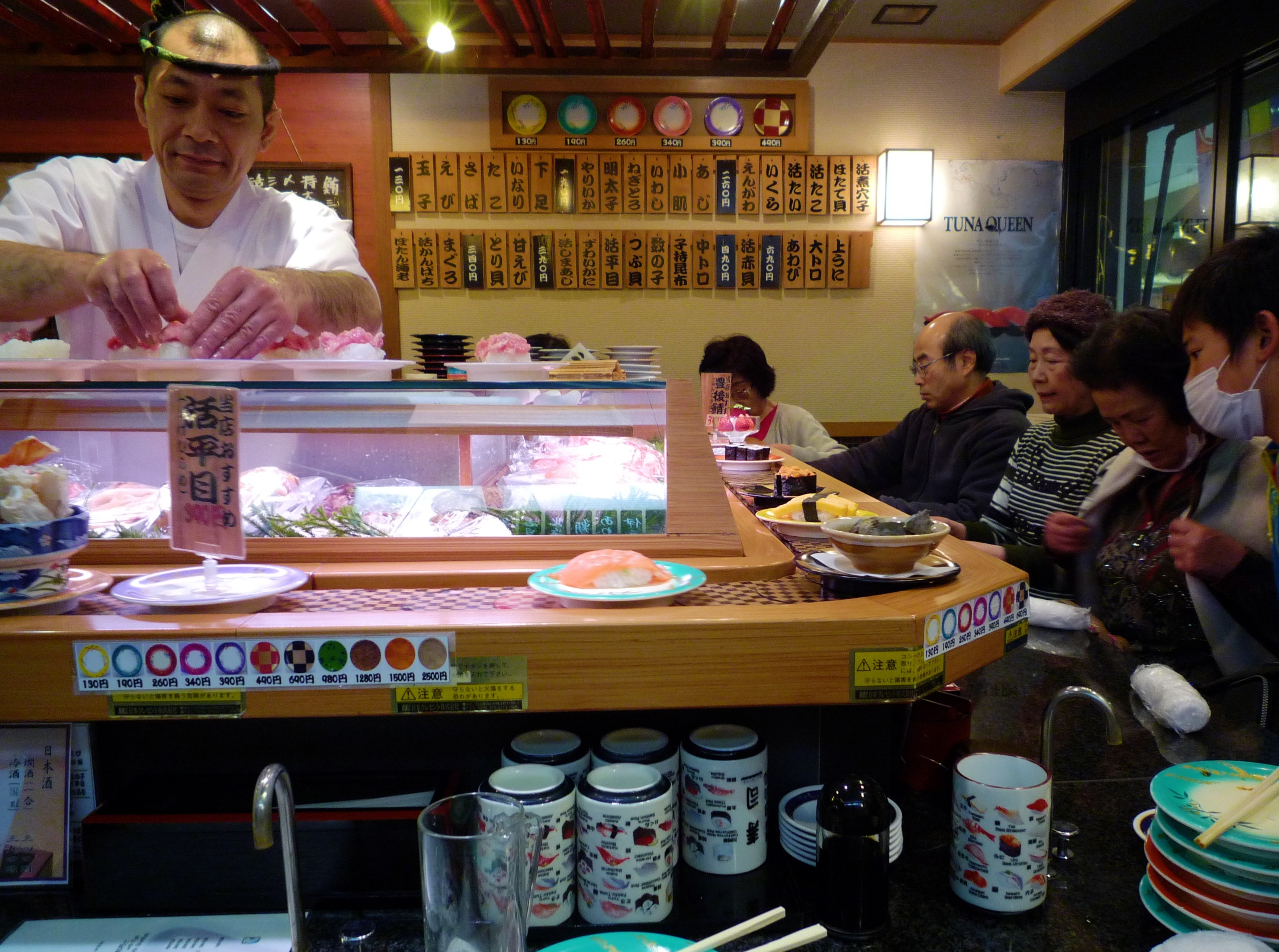
Un kaiten-zushi

Con il termine Kaiten-zushi (回転寿司) si indica un ristorante fast food che serve sushi su un nastro trasportatore.

## Storia ed economia
Il primo nastro trasportatore per servire sushi è stato inventato da Yoshiaki Shiraishi (1914-2001), che aveva problemi di organico nel suo piccolo ristorante e al contempo non era in grado di gestire il suo ristorante da solo. Dopo aver visto delle bottiglie di birra movimentate su di un nastro trasportatore in una birreria, gli venne l'idea di applicare lo stesso concetto ai piatti di sushi. Dopo cinque anni di sviluppo, tra cui la progettazione e la costruzione del nastro trasportatore, nel 1958 Shiraishi aprì a Osaka il "mawaru Genroku Sushi", il suo primo ristorante per sushi servito da nastro trasportatore. Immediatamente riuscì a creare una catena di 240 ristoranti in tutto il Giappone. Shiraishi creò successivamente un ristorante interamente servito da robot, questa idea però non ebbe nessun successo commerciale.
Inizialmente in un ristorante sushi dotato di nastro trasportatore, tutti i clienti erano seduti di fronte al nastro trasportatore, ma questo non permetteva ai gruppi numerosi di poter conversare naturalmente. Successivamente, sono stati aggiunti tavoli ad angolo retto rispetto al nastro trasportatore, consentendo a sei persone di potersi sedere ad un tavolo. Ciò ha inoltre ridotto la lunghezza del nastro trasportatore necessaria per servire un certo numero di persone.
Un primo boom del nastro trasportatore per sushi iniziò nel 1970, dopo che un ristorante con nastro trasportatore per sushi venne presentato all'Osaka World Expo. Un altro boom iniziò nel 1980, quando l'abitudine a mangiare fuori casa divenne più popolare, ed infine alla fine del 1990, quando i ristoranti economici divennero popolari a seguito dello scoppio della bolla economica giapponese. Il sushi consumato su nastro trasportatore rappresenta un mercato di 240 miliardi di yen l'anno nel solo Giappone, con quasi 3.000 ristoranti (dati 2001).
Questo tipo particolare di ristorante si può trovare in altri luoghi nel mondo, dove ultimamente sta riscuotendo un grande successo. Tuttavia, alcuni tradizionalisti criticano aspramente tale modello di ristorazione in quanto distruggerebbe il rito di mangiare sushi, altri lamentano che in tale modo i ristoranti di sushi tradizionali sono esclusi dal mercato in regime di concorrenza.

## Ristorante sushi con nastro trasportatore

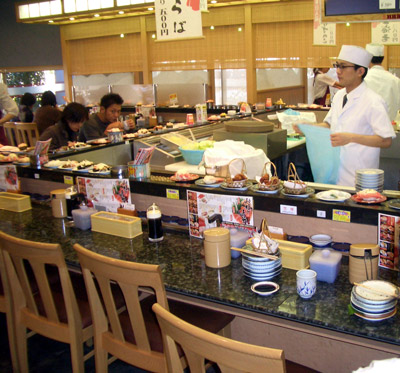
Ristorante di sushi con nastro trasportatore

La caratteristica più sorprendente di un ristorante sushi con nastro trasportatore è la quantità di vivande che esso può trasportare e proporre. La selezione di piatti offerti di solito non è limitata al sushi, ma può includere anche bibite in Tetra Pak, frutta, dessert, zuppe, e altri cibi.
Si possono ordinare ai camerieri birra e altre bevande, che sono spesso servite con un piatto vuoto per tenere traccia della consumazione.
Questi ristoranti praticano solitamente prezzi decisamente popolari; per questo vengono erroneamente ritenuti di qualità inferiore rispetto ai tradizionali ristoranti di sushi.

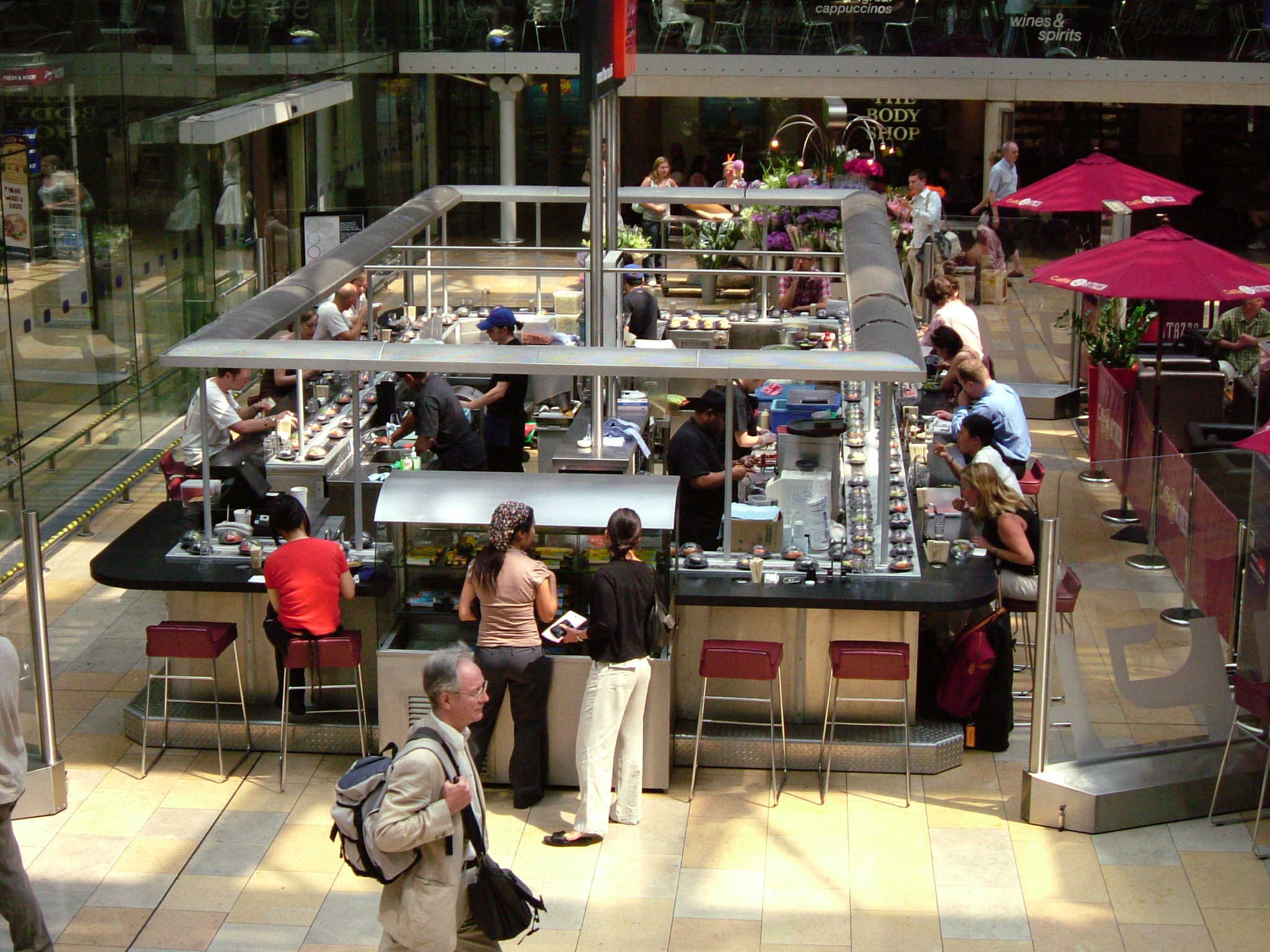
Un open space restaurant per sushi

Solitamente i ristoranti sushi più frequentati sono in grado di servire una maggiore freschezza ed una migliore qualità di sushi infatti, avendo un continuo consumo, il sushi proposto non si seccherà durante la rotazione. Alcuni ristoranti sushi a basso costo possono invece imitare un piatto costoso utilizzando ingredienti meno pregiati ma comunque freschi e sicuri. Alcune grandi catene possono poi ottenere bassi costi in acquisto per prodotti alimentari di qualità da ordinare in grande quantità.
Alcuni ristoranti hanno integrato sistemi di tracciabilità RFID o altri sistemi in atto per rimuovere sushi che ha ruotato per troppo tempo.